# 馬聰
馬聰（1421年—？），字體哲，江西吉安府永新縣人，民籍，明朝政治人物。進士出身。

## 生平
江西鄉試第二十七名。景泰五年（1454年）參加甲戌科會試第四十四名，殿試登進士第三甲第三十七名。授完县知县。

## 家族
曾祖馬啟初。祖父馬誠安。父亲馬性愚。